# I Feltri
I Feltri è una poltrona progettata dal designer italiano Gaetano Pesce e prodotta dall'azienda italiana Cassina dal 1987. Si tratta di uno dei prodotti di disegno industriale più rilevanti del XX secolo fa parte della collezione permanente del MoMa di New York e del Triennale Design Museum, è stata esposta alla sua 4ª edizione di quest'ultimo: Le Fabbriche dei sogni.

## Descrizione
La poltrona è caratterizzata da una struttura portante in feltro il quale è stato imbevuto di una resina termoindurente a base di poliestere, quest'operazione non è stata fatta in modo omogeneo su tutta la superficie della struttura, infatti, per regolarne l'elasticità, è stata usata una quantità maggiore di resina nella parte inferiore che ha reso il feltro molto rigido e resistente, mentre la parte superiore è stata mantenuta elastica intervenendo con poca resina. Il risultato è una struttura costituita da un unico materiale portante presente in pezzo unico ma che cambia i suoi comportamenti meccanici a seconda dell'area di interesse; con questa soluzione il feltro sorregge il peso umano nella parte inferiore della poltrona mentre la parte superiore è elastica e può essere usata dall'utilizzatore per ripararsi tirandola verso di se. La poltrona è rivestita per aumentarne il comfort: un materassino in tessuto trapuntato imbottito con ovatta di poliestere. La poltrona è stata anche realizzata in variante con schienale basso.

## Concetto
Gaetano Pesce con questa poltrona ha voluto creare una sensazione di ambiente primitivo, l'utilizzatore infatti si ritrova in una sorta di riparo che può utilizzare per proteggersi avvolgendosi con lo schienale, come fosse un manto, per ripararsi. La poltrona inoltre crea un grande isolamento acustico e l'altezza dello schienale fa sì che chi ci si siede abbia una sensazione di isolamento dal mondo esterno. Il feltro, aspro e poco confortevole, ricorda gli arbusti o le foglie secche utilizzate dai primitivi per crearsi un riparo, l'imbottitura invece, morbida e calda, ricorda le pelli che si utilizzavano per avvolgersi. Nonostante ciò la poltrona ha una forma molto elegante e un aspetto vivace, dato anche da scelte cromatiche molto accese.

## Caratteristiche tecniche
| altezza seduta    | 450 mm  |
| larghezza totale  | 730 mm  |
| altezza totale    | 1300 mm |
| profondità totale | 660 mm  |